# Diocesi di Gozo
La diocesi di Gozo (in latino Dioecesis Gaudisiensis) è una sede della Chiesa cattolica a Malta suffraganea dell'arcidiocesi di Malta. Nel 2023 contava 34.656 battezzati su 37.392 abitanti. È retta dal vescovo Anthony Teuma.

## Territorio
La diocesi si estende sulla regione maltese di Gozo, comprensiva delle isole di Gozo e di Comino.
Sede vescovile è la città di Rabat, dove si trova la cattedrale dell'Assunzione della Vergine Maria.
Il territorio è suddiviso in 15 parrocchie.

## Storia
Le origini dell'autonomia della Chiesa di Gozo sono nella petizione inviata alla Santa Sede il 29 ottobre 1798, nel periodo dell'occupazione francese di Malta, dall'arciprete Saverio Cassar, governatore dello Stato indipendente di Gozo dal 1798 al 1801, per costituire una diocesi autonoma da Malta.
La diocesi fu però eretta solo il 22 settembre 1864 con la bolla Singulari amore di papa Pio IX, ricavandone il territorio dalla diocesi di Malta (oggi arcidiocesi).
Originariamente immediatamente soggetta alla Santa Sede, il 1º gennaio 1944 è entrata a far parte della provincia ecclesiastica dell'arcidiocesi di Malta.

## Cronotassi dei vescovi
Si omettono i periodi di sede vacante non superiori ai 2 anni o non storicamente accertati.
- Michele Francesco Buttigieg † (22 settembre 1864 - 12 luglio 1866 deceduto)
- Antonio Grech-Delicata-Testaferrata-Cassia † (24 settembre 1868 - 31 dicembre 1876 deceduto)
- Pietro Pace † (17 marzo 1877 - 10 febbraio 1889 nominato vescovo di Malta)
- Giovanni Maria Camilleri, O.E.S.A. † (11 febbraio 1889 - 21 gennaio 1924 dimesso[2])
- Michael Gonzi † (13 giugno 1924 - 14 ottobre 1943 nominato vescovo coadiutore di Malta[3])
- Giuseppe Pace † (1º novembre 1944 - 31 marzo 1972 deceduto)
- Nicola Giuseppe Cauchi † (20 luglio 1972 - 26 novembre 2005 ritirato)
- Mario Grech (26 novembre 2005 - 2 ottobre 2019 nominato pro-segretario generale del Sinodo dei vescovi)
- Anthony Teuma, dal 17 giugno 2020

## Statistiche
La diocesi nel 2023 su una popolazione di 37.392 persone contava 34.656 battezzati, corrispondenti al 92,7% del totale.
| anno | popolazione | popolazione | popolazione | presbiteri | presbiteri | presbiteri | presbiteri                | diaconi | religiosi | religiosi | parrocchie |
| anno | battezzati  | totale      | %           | numero     | secolari   | regolari   | battezzati per presbitero | diaconi | uomini    | donne     | parrocchie |
| ---- | ----------- | ----------- | ----------- | ---------- | ---------- | ---------- | ------------------------- | ------- | --------- | --------- | ---------- |
| 1950 | 29.880      | 29.880      | 100,0       | 167        | 138        | 29         | 178                       |         | 47        | 217       | 14         |
| 1970 | 26.272      | 26.317      | 99,8        | 169        | 143        | 26         | 155                       |         | 33        | 214       | 15         |
| 1980 | 23.244      | 23.320      | 99,7        | 186        | 160        | 26         | 124                       |         | 37        | 199       | 15         |
| 1990 | 25.003      | 25.095      | 99,6        | 184        | 166        | 18         | 135                       |         | 24        | 141       | 15         |
| 1999 | 28.430      | 28.710      | 99,0        | 193        | 172        | 21         | 147                       |         | 25        | 116       | 15         |
| 2000 | 28.943      | 29.235      | 99,0        | 192        | 172        | 20         | 150                       |         | 23        | 114       | 15         |
| 2001 | 29.208      | 29.520      | 98,9        | 184        | 167        | 17         | 158                       |         | 20        | 114       | 15         |
| 2002 | 29.905      | 30.405      | 98,4        | 186        | 166        | 20         | 160                       |         | 24        | 113       | 15         |
| 2003 | 30.946      | 31.476      | 98,3        | 188        | 165        | 23         | 164                       |         | 27        | 109       | 15         |
| 2004 | 31.709      | 32.335      | 98,1        | 189        | 165        | 24         | 167                       |         | 27        | 108       | 15         |
| 2006 | 31.786      | 32.310      | 98,4        | 203        | 182        | 21         | 156                       |         | 26        | 90        | 15         |
| 2013 | 28.074      | 31.143      | 90,1        | 169        | 151        | 18         | 166                       |         | 23        | 95        | 15         |
| 2016 | 28.000      | 31.446      | 89,0        | 159        | 144        | 15         | 176                       |         | 17        | 83        | 15         |
| 2019 | 30.300      | 32.000      | 94,7        | 149        | 132        | 17         | 203                       |         | 19        | 78        | 15         |
| 2021 | 32.954      | 34.430      | 95,7        | 164        | 146        | 18         | 200                       |         | 21        | 74        | 15         |
| 2023 | 34.656      | 37.392      | 92,7        | 142        | 125        | 17         | 244                       |         | 19        | 61        | 15         |